# Dagao Xuandian
Der Dagao Xuandian (chinesisch 大高玄殿, Pinyin Dàgāo Xuándiàn, englisch Hall of High Heaven) ist ein bedeutender daoistischer Tempel im Stadtbezirk Xicheng der chinesischen Hauptstadt Peking. Er wurde 1542 von Kaiser Jiajing in der Zeit der Ming-Dynastie erbaut. Der Tempel liegt im Nordwesten des Pekinger Kaiserpalastes (Gugong) und war während der Ming- und Qing-Dynastie der kaiserliche daoistische Tempel. Er steht seit 1996 auf der Liste der Denkmäler der Volksrepublik China (4-128). 